# Nishiki, Kumamoto
Nishiki (japanska: 錦町?, Nishiki-machi) är en landskommun (köping) i Kumamoto prefektur i Japan.  